# Weed (Califórnia)
Weed é uma cidade localizada no estado americano da Califórnia, no condado de Siskiyou. Foi incorporada em 25 de janeiro de 1961.

## Geografia
De acordo com o United States Census Bureau, a cidade tem uma área de 12,4 km², onde todos os 12,4 km² estão cobertos por terra.

### Localidades na vizinhança
O diagrama seguinte representa as localidades num raio de 32 km ao redor de Weed.

## Demografia
Segundo o censo nacional de 2010, a sua população é de 2 967 habitantes e sua densidade populacional é de 239,16 hab/km². Possui 1 273 residências, que resulta em uma densidade de 102,63 residências/km².